# Tovomita
Tovomita é um género botânico pertencente à família Clusiaceae. São encontrados nas regiões tropicais das América, principalmente na Venezuela.

## Sinonímia
- Marialvaea Mart.
- Tovomitidium Ducke

## Espécies
Formado por 106 espécies:
| - Tovomita acuminata - Tovomita acutiflora - Tovomita alatopetiolata - Tovomita albiflora - Tovomita amazonica - Tovomita angustata - Tovomita aequatoriensis - Tovomita atropurpurea - Tovomita augustata - Tovomita auriculata - Tovomita bahiensis - Tovomita brasiliensis - Tovomita brevistaminea - Tovomita calodictyos - Tovomita caloneura - Tovomita calyptrata - Tovomita carinata - Tovomita cephalostigma - Tovomita chachapoyasensis - Tovomita choisyana - Tovomita clusiaefolia - Tovomita clusioides - Tovomita coriacea - Tovomita croatii - Tovomita divaricata - Tovomita duckei - Tovomita duidae - Tovomita eggersii - Tovomita elliptica - Tovomita excelsa - Tovomita fanshawei - Tovomita foldatsii - Tovomita foliosa - Tovomita frigida - Tovomita froesii - Tovomita fructipendula | - Tovomita glauca - Tovomita glazioviana - Tovomita glossophylla - Tovomita goudotiana - Tovomita gracilipes - Tovomita gracilis - Tovomita grandifolia - Tovomita grata - Tovomita grisebachiaha - Tovomita grisebachiana - Tovomita guianensis - Tovomita hameliaefolia - Tovomita havetioides - Tovomita humilis - Tovomita jenmani - Tovomita killipii - Tovomita krukovii - Tovomita lanceolata - Tovomita laurina - Tovomita leucantha - Tovomita ligustrina - Tovomita lingulata - Tovomita longicuneata - Tovomita longifolia - Tovomita macrocarpa - Tovomita macrophylla - Tovomita madagascariensis - Tovomita mangle - Tovomita martiana - Tovomita martinicensis - Tovomita melinoni - Tovomita membranifolia - Tovomita micrantha - Tovomita microcarpa - Tovomita morii - Tovomita myriandra | - Tovomita nicaraguensis - Tovomita nigrescens - Tovomita obovata - Tovomita obscura - Tovomita paniculata - Tovomita parviflora - Tovomita pauciflora - Tovomita pentapetala - Tovomita pittieri - Tovomita plumieri - Tovomita pyrifolia - Tovomita rhizophoroides - Tovomita richardiana - Tovomita riedeliana - Tovomita rileyi - Tovomita rubella - Tovomita schomburgkii - Tovomita schomburgkiana - Tovomita secunda - Tovomita silvatica - Tovomita speciosa - Tovomita sphenophylla - Tovomita spruceana - Tovomita stenantha - Tovomita stigmatosa - Tovomita stylosa - Tovomita tenuiflora - Tovomita triflora - Tovomita trojitana - Tovomita turbinata - Tovomita umbellata - Tovomita uniflora - Tovomita weberbaueri - Tovomita weddeliana |

## Nome e referências
Tovomita Aubl.